# Curling handisport
Curling en fauteuil roulant
Le curling handisport est un sport paralympique dérivé du curling pratiqué par des handicapés en fauteuil roulant.
Au niveau international, c'est la Fédération mondiale de curling (WCF) qui est la fédération de référence pour le Comité international paralympique.
En France, la Fédération française des sports de glace (FFSG) a reçu délégation le 31 décembre 2016 du ministère des Sports pour organiser la pratique du curling.

## Présentation

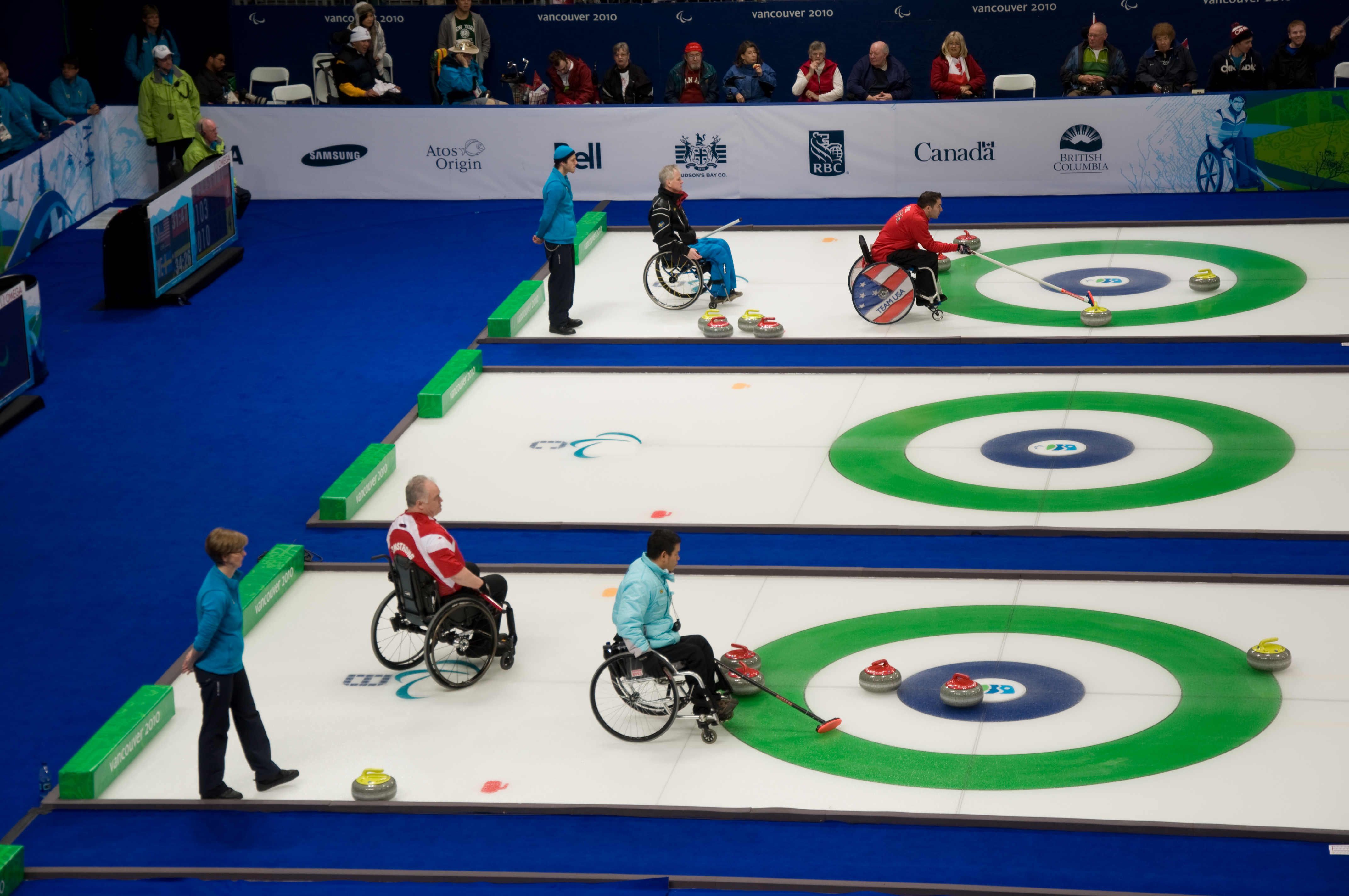
La phase finale de la compétition de curling aux Jeux de 2010 à Vancouver. En haut, les États-Unis affrontent la Suède pour la médaille de bronze. En bas, la Corée du Sud affronte le Canada pour la médaille d'or.

Le curling en fauteuil roulant a fait ses débuts aux Jeux paralympiques d'hiver de 2006 à Turin. 
Le sport est ouvert aux athlètes masculins et féminins présentant une déficience physique dans la partie inférieure du corps. Chaque équipe doit être composée de deux joueurs et deux joueuses. Il est régi et joué selon les règles de la Fédération mondiale de curling (WCF), avec une seule modification : pas de balayage. Le jeu consiste en huit manches, chaque joueur lance des pierres jusqu'à ce que les 16 aient été lancées, après quoi une manche est terminée. Seule l'équipe dont la pierre est la plus proche du tee marque des points. Elle marque un point pour chaque pierre plus proche du tee que n'importe quelle pierre de l'adversaire.

## Classification
En curling en fauteuil roulant, il n'y a qu'une seule catégorie sportive (WC = Wheelchair Curling). Il est ouvert aux athlètes ayant un handicap physique qui affecte au moins une de leurs jambes. Les athlètes sont tenus de soumettre des rapports médicaux et de satisfaire aux critères minimaux de handicap pour pouvoir participer aux compétitions.